# José María Gabriel y Galán
Pour les articles homonymes, voir Galán.
José María Gabriel y Galán (Frades de la Sierra, 1870 - Guijo de Granadilla, 1905) était un écrivain espagnol écrivant en castillan et estrémègne.

## Biographie
José María Gabriel y Galán fut professeur à Guijuelo (Salamanque) et à Piedrahíta (Ávila), originaire de Frades de la Sierra (Salamanque), ville qu'il doit quitter après son mariage en janvier 1898. Il reprend par la suite une grande exploitation agricole située dans la région de Cáceres héritée de l'oncle de sa femme. La vie à la campagne lui permet d'observer les habitants qui l'occupe dans leurs tâches quotidiennes et qui deviendront ensuite sa principale source d'inspiration. A leur contact, Gabriel y Galán sera alors observateur et médiateur entre eux-mêmes et ceux qui liront ses œuvres. Riches en anecdotes, narré en vers ou en prose, ses œuvres retranscrivent selon lui le cœur même de cette population, inspirées du concept d'intrahistoire crée de son contemporain Miguel de Unamuno. Sa poésie est très conservatrice par rapport à sa thématique et sa structure : il défend la tradition, la famille, la race, le dogme catholique ou la simple vie rurale.

## Collection de poèmes
- 1902 : Castellanas
- 1902 : Extremeñas
- 1904 : Campesinas
- 1905 : Nuevas Castellanas
- 1906 : Religiosas